# Dendroplex
Dendroplex – rodzaj ptaków z rodziny tęgosterowatych (Dendrocolaptidae).

## Występowanie
Rodzaj obejmuje gatunki występujące w Ameryce Środkowej i Południowej.

## Morfologia
Długość ciała 18–24 cm, masa ciała 33–51 g.

## Systematyka

### Nazewnictwo
Nazwa rodzajowa jest połączeniem słów z języka greckiego: δενδρον dendron – „drzewo” oraz πλησσω plēssō – „uderzać”.

### Podział systematyczny
Takson wyodrębniony z rodzaju Xiphorhynchus. Do rodzaju należą następujące gatunki:
- Dendroplex picus (J.F. Gmelin, 1788) – mieczonos jasnodzioby
- Dendroplex kienerii (Des Murs, 1856) – mieczonos amazoński